# Брагинка
Бра́гинка или Браги́нка (в верховье — Ве́рхняя Браги́нка, в среднем течении — Сре́дняя Браги́нка, в низовье — Ни́жняя Браги́нка; бел. Брагінка, укр. Брагінка) — река в Беларуси и на Украине, протекает по территории Гомельской и Киевской областей. Длина реки — 179 км, площадь водосборного бассейна — 2778 км².
Берёт своё начало возле деревни Прокисель Речицкого района, впадает в реку Припять недалеко от впадения последней в Днепр (Киевское водохранилище).
Частично находится на территории зоны отчуждения Чернобыльской АЭС, в связи с чем осуществляется радиационный контроль реки.
На реке происходят события рассказа Константина Паустовского «Корчма на Брагинке» (1946).
В конце XIX — начале XX века на страницах «Энциклопедического словаря Брокгауза и Ефрона» говорилось, что река Брагинка «изобилует рыбою».